# 鲍元恺
鲍元恺（1943年1月4日—），男，北京人，中国作曲家，曾任天津音乐学院教授，民革中央委员，天津市政协常委。

## 家庭
父亲鲍景惠（鲍向群）。